# Подкилаваць
45°23′ пн. ш. 14°28′ сх. д. / 45.39° пн. ш. 14.46° сх. д.
Подкилаваць (хорв. Podkilavac) — населений пункт у Хорватії, у Приморсько-Горанській жупанії у складі громади Єленє.

## Населення
Населення за даними перепису 2011 року становило 332 осіб.
Динаміка чисельності населення поселення:

## Клімат
Середня річна температура становить 11,27 °C, середня максимальна – 24,43 °C, а середня мінімальна – -2,21 °C. Середня річна кількість опадів – 1471 мм.
| Клімат поселення                              | Клімат поселення | Клімат поселення | Клімат поселення | Клімат поселення | Клімат поселення | Клімат поселення | Клімат поселення | Клімат поселення | Клімат поселення | Клімат поселення | Клімат поселення | Клімат поселення | Клімат поселення |
| Показник                                      | Січ.             | Лют.             | Бер.             | Квіт.            | Трав.            | Черв.            | Лип.             | Серп.            | Вер.             | Жовт.            | Лист.            | Груд.            |                  |
| Середній максимум, °C                         | 8,30             | 8,77             | 11,24            | 15,44            | 19,74            | 23,84            | 24,43            | 24,03            | 19,74            | 15,44            | 10,30            | 7,80             |                  |
| Середня температура, °C                       | 3,06             | 3,52             | 5,99             | 10,20            | 14,47            | 18,58            | 20,71            | 20,32            | 16,02            | 11,72            | 6,58             | 4,09             |                  |
| Середній мінімум, °C                          | −2,21            | −1,74            | 0,74             | 4,94             | 9,22             | 13,32            | 16,99            | 16,60            | 12,30            | 8,00             | 2,86             | 0,39             |                  |
| Норма опадів, мм                              | 111              | 94               | 107              | 112              | 100              | 123              | 83               | 106              | 139              | 174              | 178              | 144              |                  |
| Середньомісячна швидкість вітру, м/с          | 2.66             | 2.85             | 2.92             | 2.78             | 2.53             | 2.42             | 2.36             | 2.42             | 2.45             | 2.69             | 2.90             | 2.87             |                  |
| Середньомісячна сонячна радіація, кДж/м²·день | 4334             | 7199             | 10377            | 14766            | 18828            | 20269            | 21561            | 18366            | 13556            | 8830             | 4762             | 3662             |                  |
| --------------------------------------------- | ---------------- | ---------------- | ---------------- | ---------------- | ---------------- | ---------------- | ---------------- | ---------------- | ---------------- | ---------------- | ---------------- | ---------------- | ---------------- |
| Джерело:                                      |                  |                  |                  |                  |                  |                  |                  |                  |                  |                  |                  |                  |                  |